# Bertrand de Marsella
Bertran de Marsella fou un sacerdot occità de la segona meitat del segle xiii que va instituir l'Orde dels Germans de la Penitència a Marsella. Hom no sap si ell mateix és exactament l'autor de Vida de Santa Enimia, poema de 2.000 versos encàrrec d'aquest convent, a les gorges del Tarn, traducció del llatí a la qual hi afegeix anècdotes i miracles. El monestir fou fundat per Enímia, neta de Dagobert I amagada al Gavaldà per a evitar un casament.